# カイ・レオ・ヨハンセン
カイ・レオ・ホルム・ヨハンセン（フェロー語: Kaj Leo Holm Johannesen、1964年8月28日 - ）は、フェロー諸島の政治家。自治政府首相（第16代）、同盟党党首を歴任した。